# Gavril Balint
Gavril Pelé „Gabi“ Balint (* 3. Januar 1963 in Sângeorz-Băi) ist ein ehemaliger rumänischer Fußballspieler und derzeitiger -trainer. Er absolvierte insgesamt 347 Spiele in der Divizia A und der spanischen Primera División. Außerdem nahm er an der Fußball-Weltmeisterschaft 1990 teil. Zuletzt stand er 2014 beim rumänischen Erstligisten CSU Craiova unter Vertrag.

## Spielerkarriere

### Verein
Gavril Balint begann das Fußballspielen im Alter von 11 Jahren in seiner Heimatstadt. Seine Eltern hatten ihn bereits in Voraussicht auf seine Karriere den zweiten Vornamen Pelé gegeben. Im Jahr 1980 verließ Balint seine Heimat und wechselte zu Steaua Bukarest. Dort bestritt er am 7. Juni 1981 sein erstes Spiel in der höchsten rumänischen Fußballliga, der Divizia A. Bereits in der darauf folgenden Saison avancierte Balint zum Stammspieler und trug mit dazu bei, dass Steaua zur erfolgreichsten rumänischen Mannschaft der 1980er-Jahre und zu einer der besten in Europa wurde. Der Höhepunkt seiner Karriere war die Saison 1985/86, als Balint mit Steaua den Europapokal der Landesmeister gewann. Neben dem Erreichen des Europapokal-Finales in der Saison 1988/89 gewann Balint mit Steaua fünf Meistertitel und gewann vier Mal den rumänischen Pokal. In der Saison 1989/90 wurde Balint schließlich der erfolgreichste Torschütze der Divizia A.
Im Jahr 1990 wechselte Balint nach der Weltmeisterschaft – wie die meisten anderen rumänischen Nationalspieler auch – ins Ausland und schloss sich für eine Ablösesumme von 800.000 US-Dollar dem spanischen Klub Real Burgos an, der soeben in die Primera División aufgestiegen war. Auch in Burgos wurde Balint Stammspieler. Nach drei Jahren in Burgos, das in finanzielle Schwierigkeiten geraten war und in die Segunda División abstieg, beendete er im Alter von 30 Jahren seine Karriere.

### Nationalmannschaft
Balint bestritt insgesamt 34 Spiele für die rumänische Fußballnationalmannschaft. Sein Debüt gab er am 14. April 1982 gegen Bulgarien. Während er über viele Jahre hinweg kaum zu Einsätzen kam, wurde Balint im Vorfeld der Fußball-Weltmeisterschaft 1990 in Italien zum Stammspieler. Nationaltrainer Emerich Jenei setzte ihn in allen vier Spielen ein und Balint erzielte zwei Tore.

## Trainerkarriere
Nach dem Ende seiner aktiven Laufbahn wurde Balint im Jahr 1994 von Anghel Iordănescu als sein Assistent zur rumänischen Nationalmannschaft geholt. Dies blieb er, bis er 1998 die Gelegenheit erhielt, als Cheftrainer die Mannschaft des FC Bihor Oradea in der Divizia B zu übernehmen. Dieses Amt musste er allerdings nach sieben Spieltagen bereits wieder aufgeben. Nach der Saison wechselte er zum Ligakonkurrenten Sportul Studențesc Bukarest, mit dem er den dritten Platz in der Seria I der Divizia B errang. Im Mai 2000 holte ihn Nationaltrainer Emerich Jenei erneut als Assistent zur Nationalmannschaft.
Nach der Fußball-Europameisterschaft 2000 wurde Balint von Mircea Lucescu als Co-Trainer zu Galatasaray Istanbul geholt. Dort blieb er jedoch nur eine Spielzeit, da ihn sein ehemaliger Mitspieler Gheorghe Hagi im Sommer 2001 als Co-Trainer zur Nationalmannschaft berief. Nach der gescheiterten Qualifikation zur Fußball-Weltmeisterschaft 2002 bekam Balint im Jahr 2002 erneut die Gelegenheit, Cheftrainer zu werden, und wechselte darauf zu Sheriff Tiraspol. Nach dem Gewinn der moldauischen Meisterschaft erhielt Balint erneut ein Angebot von Sportul Studențesc, das er in der Saison 2003/04 zurück in die Divizia A führte. Nach diesem Erfolg holte ihn Gheorghe Hagi als Co-Trainer zu Galatasaray und Hagi folgte Balint auch im Jahr 2005 zu FCU Politehnica Timișoara. Von 2006 bis 2008 arbeitete er als Kommentator für den rumänischen Fernsehsender Pro TV. Am 29. Dezember 2008 wurde Balint Cheftrainer bei dem Erstligisten FC Timișoara, allerdings wurde er dort bereits am 1. Juni 2009, noch vor dem Ende der Saison, entlassen und durch Valentin Velcea ersetzt. Am 19. Januar 2010 wurde er Trainer der moldauischen Fußballnationalmannschaft, die er im Rahmen der Qualifikation zur Fußball-Europameisterschaft 2012 betreute. Das Team belegte in seiner Gruppe den fünften Rang und daraufhin gab der moldauische Verband am 19. Dezember 2011 bekannt, dass Balints Vertrag nach dessen Ablaufen nicht mehr verlängert wurde.
Nach über einem Jahr Pause erhielt Balint am 9. April 2013 einen Vertrag als Nachfolger von Viorel Hizo als Trainer beim rumänischen Erstligisten FC Vaslui und belegte mit diesem am Ende der Saison 2012/13 den fünften Tabellenplatz. Nachdem sein Co-Trainer Iosif Rotariu entlassen wurde, da er für den gescheiterten Transfer seines Neffen Dorin Rotariu zum FC Vaslui verantwortlich gemacht worden war, löste Balint aus Protest gegen diese Entscheidung im Juli 2013 seinen Vertrag auf. Im März 2014 wurde Balint neuer Trainer bei Zweitligist CSU Craiova, mit dem er am Saisonende in die Liga 1 aufstieg. Anschließend trennten sich ihre Wege wieder.

## Titel und Erfolge

### Nationalteam
- Dritter der U-20-Weltmeisterschaft: 1981
- WM-Teilnehmer: 1990 (Achtelfinale)

### Verein
Steaua Bukarest
- Europapokalsieger des Landesmeister (1): 1986
- Finalist im Europapokal der Landesmeister (1): 1989
- Europäischer Supercup (1): 1987
- Weltpokal-Finalist (1): 1986
- Rumänischer Meister (5): 1985, 1986, 1987, 1988, 1989
- Rumänischer Pokalsieger (3): 1985, 1987, 1989

### Individuelle Auszeichnungen
- Torschützenkönig der Divizia A (1): 1990

### Als Trainer
Sheriff Tiraspol
- Moldauischer Meister (1): 2003
- GUS-Pokal-Sieger (1): 2003

Sportul Studențesc
- Aufstieg in die Liga 1 (1): 2004

CSU Craiova
- Aufstieg in die Liga 1 (1): 2014

### Als Co-Trainer
Galatasaray Istanbul
- Europäischer Supercup (1): 2000
- Türkischer Pokalsieger (1): 2005

## Sonstiges
Balint ist seit 2003 geschieden und Vater zweier Töchter.